# Pomorszczyzna (sielsowiet Wołożyn)
Pomorszczyzna (biał. Паморшчына; ros. Поморщина) – wieś na Białorusi, w obwodzie mińskim, w rejonie wołożyńskim, w sielsowiecie Wołożyn.
W dwudziestoleciu międzywojennym leżała w Polsce, w województwie nowogródzkim, w powiecie wołożyńskim.